# Argumento del sueño

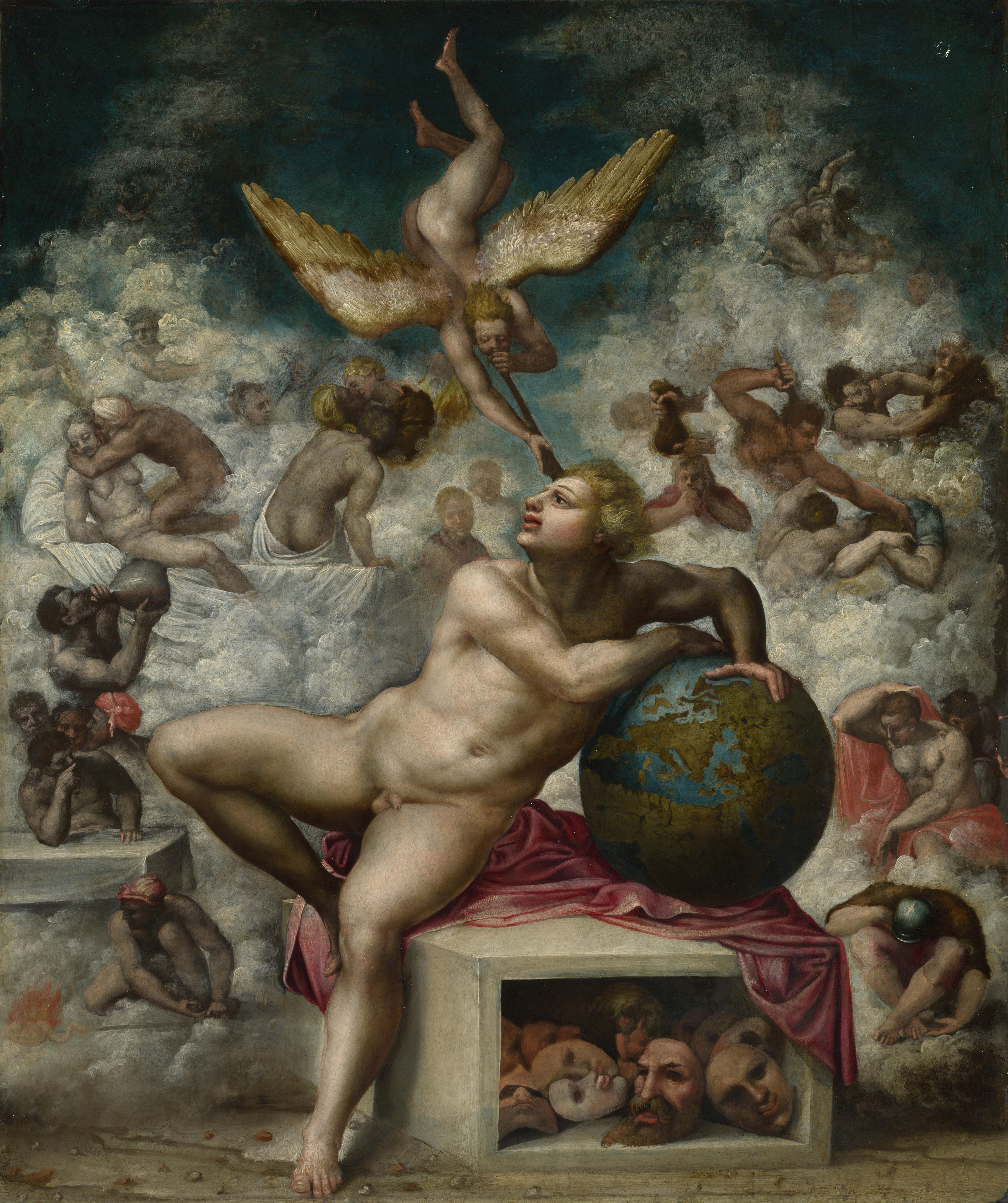
El sueño de la vida, por pintor manierista desconocido, ca. 1533

El argumento del sueño es la postulación de que el acto de soñar proporciona evidencia preliminar de que los sentidos en los que confiamos para distinguir la realidad de la ilusión no deben ser completamente confiables y, por lo tanto, cualquier estado que dependa de nuestros sentidos debe al menos ser cuidadosamente examinado y rigurosamente probado para determinar si en realidad es realidad. 

## Sinopsis
Mientras uno sueña, normalmente no se da cuenta de que está soñando. En ocasiones más raras, el sueño puede estar contenido dentro de otro sueño con el solo hecho de darse cuenta de que uno está soñando, siendo solo un sueño que uno no es consciente de tener. Esto ha llevado a los filósofos a preguntarse si es posible tener la certeza, en algún momento dado, de que uno no está soñando, o si es posible que uno permanezca en un estado de sueño perpetuo y nunca experimentar la realidad de la vigilia en absoluto.   
En Occidente, Platón (Theaetetus 158b-d) y Aristóteles (Metafísica 1011a6) se refirieron a este rompecabezas filosófico. Habiendo recibido seria atención en las Meditaciones de René Descartes sobre la primera filosofía, el argumento del sueño se ha convertido en una de las hipótesis escépticas más prominentes.   

Este tipo de argumento a veces se conoce como la "paradoja de Zhuangzi": 
 El que sueña con beber vino puede llorar cuando llegue la mañana; el que sueña con llorar puede salir a cazar por la mañana. Mientras sueña no sabe que es un sueño, y en su sueño puede incluso intentar interpretar un sueño. Solo después de que despierta sabe que fue un sueño. Y algún día habrá un gran despertar cuando sepamos que todo esto es un gran sueño. Sin embargo, los estúpidos creen que están despiertos, ocupados y brillantes asumiendo que entienden las cosas, llamando a este hombre gobernante, ese único pastor. ¡Qué denso! ¡Confucio y ustedes dos están soñando! Y cuando digo que estás soñando, yo también estoy soñando. Palabras como estas serán etiquetadas como la estafa suprema. Sin embargo, después de diez mil generaciones, puede aparecer un gran sabio que sabrá su significado, y todavía será como si apareciera con una velocidad asombrosa. 
 Uno de los primeros filósofos en plantear formalmente el argumento del sueño fue el filósofo Yogachara Vasubandhu (IV a V ) en sus " Veinte versos en apariencia solamente".
El argumento del sueño llegó a ocupar un lugar destacado en la filosofía budista tibetana y mahayana. Algunas escuelas de pensamiento (por ejemplo, Dzogchen) consideran que la realidad percibida es literalmente irreal. Como dice Chögyal Namkhai Norbu: "En un sentido real, todas las visiones que vemos en nuestra vida son como un gran sueño...". En este contexto, el término 'visiones' denota no solo percepciones visuales, sino también apariencias percibidas a través de todos los sentidos, incluidos sonidos, olores, sabores y sensaciones táctiles, y operaciones en objetos mentales percibidos.

## Realidad simulada
Soñar proporciona un trampolín para quienes cuestionan si nuestra propia realidad puede ser una ilusión. La capacidad de la mente de ser engañada para creer que un mundo generado mentalmente es el "mundo real" significa que al menos una variedad de realidad simulada es un evento común, incluso nocturno.
Quienes argumentan que el mundo no está simulado deben admitir que la mente, al menos la mente dormida, no es en sí misma un mecanismo completamente confiable para intentar diferenciar la realidad de la ilusión.

Cualquier cosa que haya aceptado hasta ahora como la más verdadera me ha llegado a través de mis sentidos. Pero ocasionalmente descubrí que me han engañado, y no es prudente confiar completamente en aquellos que nos han engañado ni una sola vez.
René Descartes

## Discusión crítica
En el pasado, los filósofos John Locke y Thomas Hobbes intentaron por separado refutar el relato de Descartes sobre el argumento del sueño. Locke afirmó que no puedes experimentar dolor en los sueños. Varios estudios científicos realizados en las últimas décadas proporcionaron evidencia contra la afirmación de Locke al concluir que el dolor en los sueños puede ocurrir, pero el dolor no es tan intenso. El filósofo Ben Springett ha dicho que Locke podría responder a esto afirmando que el dolor agonizante de pisar un fuego no es comparable a pisar un fuego en un sueño. Hobbes afirmó que los sueños son susceptibles al absurdo, mientras que la vida de vigilia no lo es.
Muchos filósofos contemporáneos han intentado refutar el escepticismo de los sueños en detalle (véase, por ejemplo, Stone (1984)). Ernest Sosa (2007) dedicó un capítulo de una monografía al tema, en el que presentó una nueva teoría de los sueños y argumentó que su teoría plantea un nuevo argumento para el escepticismo, que intentó refutar. En A Virtue Epistemology: Apt Belief and Reflective Knowledge, afirma: "al soñar no creemos realmente; solo hacemos creer". Jonathan Ichikawa (2008) y Nathan Ballantyne e Ian Evans (2010) han ofrecido críticas sobre la solución propuesta por Sosa. Ichikawa argumentó que, como no podemos decir si nuestras creencias en la vida de vigilia son verdaderas creencias y no imaginaciones, como en un sueño, todavía no podemos decir si estamos despiertos o soñando. 
Norman Malcolm en su monografía "Dreaming" (publicado en 1959) elaboró la pregunta de Wittgenstein sobre si realmente importaba si las personas que cuentan sueños "realmente tenían estas imágenes mientras dormían, o si simplemente les parece así al despertar". Argumenta que la oración "Estoy dormido" es una forma de palabras sin sentido; que los sueños no pueden existir independientemente de la impresión de vigilia; y ese escepticismo basado en los sueños "proviene de confundir los sentidos históricos y de los sueños ... [de] ... el tiempo pasado". (página 120). En el capítulo: "¿Sé que estoy despierto?" él argumenta que no tenemos que decir: "Sé que estoy despierto" simplemente porque sería absurdo negar que uno está despierto. 
La hipótesis del sueño también se usa para desarrollar otros conceptos filosóficos, como el horizonte personal de Valberg: a lo que este mundo sería interno si todo esto fuera un sueño.

## El argumento del sueño en la literatura
| Título     | Autor                        | Año  | Observaciones |
| ---------- | ---------------------------- | ---- | --- |
| Z213: Exit | Dimitris Lyacos, Poena Damni | 2016 | Emplea una versión del argumento del sueño para presentar la realidad y el yo como dos facetas de un universo en constante cambio. |